# Edwin J. Vandenberg
Edwin J. Vandenberg (13 septembre 1918 - 2005) est chimiste chez Hercules Inc. et chercheur à l'Université d'État de l'Arizona.

## Biographie
Vandenberg est surtout connu pour son travail chez Hercules dans les années 1950 à 1970, qui comprend la découverte indépendante du polypropylène isotactique et le développement de catalyseurs de type Ziegler.
Le catalyseur Vandenberg porte son nom. C'est un aluminoxane, préparé à partir d'un alkyl-aluminium et d'eau, utilisé comme catalyseur dans la fabrication d'élastomères polyéthers.
Il reçoit le Prix international de la Société des ingénieurs en plastique (1994) et la Médaille Priestley (2003).